# فلوريدا، كوبا
فلوريدا، كوبا هي مدينة، في كوبا، تقع في كاماغوي، بلغ عدد سكانها 71,676 نسمة.

## الموقع
تشترك في الحدود مع:
- Vertientes [الإنجليزية]‏
- Carlos Manuel de Céspedes, Cuba [الإنجليزية]‏
- Esmeralda, Cuba [الإنجليزية]‏
- كاماغواي
- Baraguá [الإنجليزية]‏.